# Wike
Wike lub Wyke – przysiółek w Anglii, w West Yorkshire, w dystrykcie metropolitalnym Leeds, w civil parish Harewood. Leży 9,3 km od miasta Leeds i 279,3 km od Londynu. W 1931 roku civil parish liczyła 88 mieszkańców. Wike jest wspomniana w Domesday Book (1086) jako Wic/Wich.